# Ioseb Czugoszwili
Ioseb Czugoszwili (gruz. იოსებ ივანეს ძე ჩუგოშვილი; ros. Иосиф Иванович Чугошвили, biał. Іосіф Іванавіч Чугашвілі; ur. 29 lipca 1986) – białoruski zapaśnik gruzińskiego pochodzenia, walczący w stylu klasycznym. Olimpijczyk z Londynu 2012, gdzie zajął piąte miejsce w kategorii 120 kg.
Piąty na mistrzostwach świata w 2009. Brązowy medalista mistrzostw Europy w 2008 i 2016, a także igrzysk europejskich w 2015. Trzeci w Pucharze Świata w 2011. Wicemistrz igrzysk wojskowych w 2007. Trzeci na mistrzostwach świata wojskowych w 2006 i 2008 roku.

## Turniej wLondynie 2012
| Konkurencja              | Walki        | Walki              | Walki      | Walki                | Walki               | Klas. końcowa |
| Konkurencja              | Przeciwnik I | Przeciwnik II      | Repasaże I | Repasaże II          | Repasaże III        | Miejsce       |
| ------------------------ | ------------ | ------------------ | ---------- | -------------------- | ------------------- | ------------- |
| styl klasyczny do 120 kg | wolny los    | Heiki Nabi (EST) L | wolny los  | Łukasz Banak (POL) W | Johan Eurén (SWE) L | V             |